# Келецкие говоры

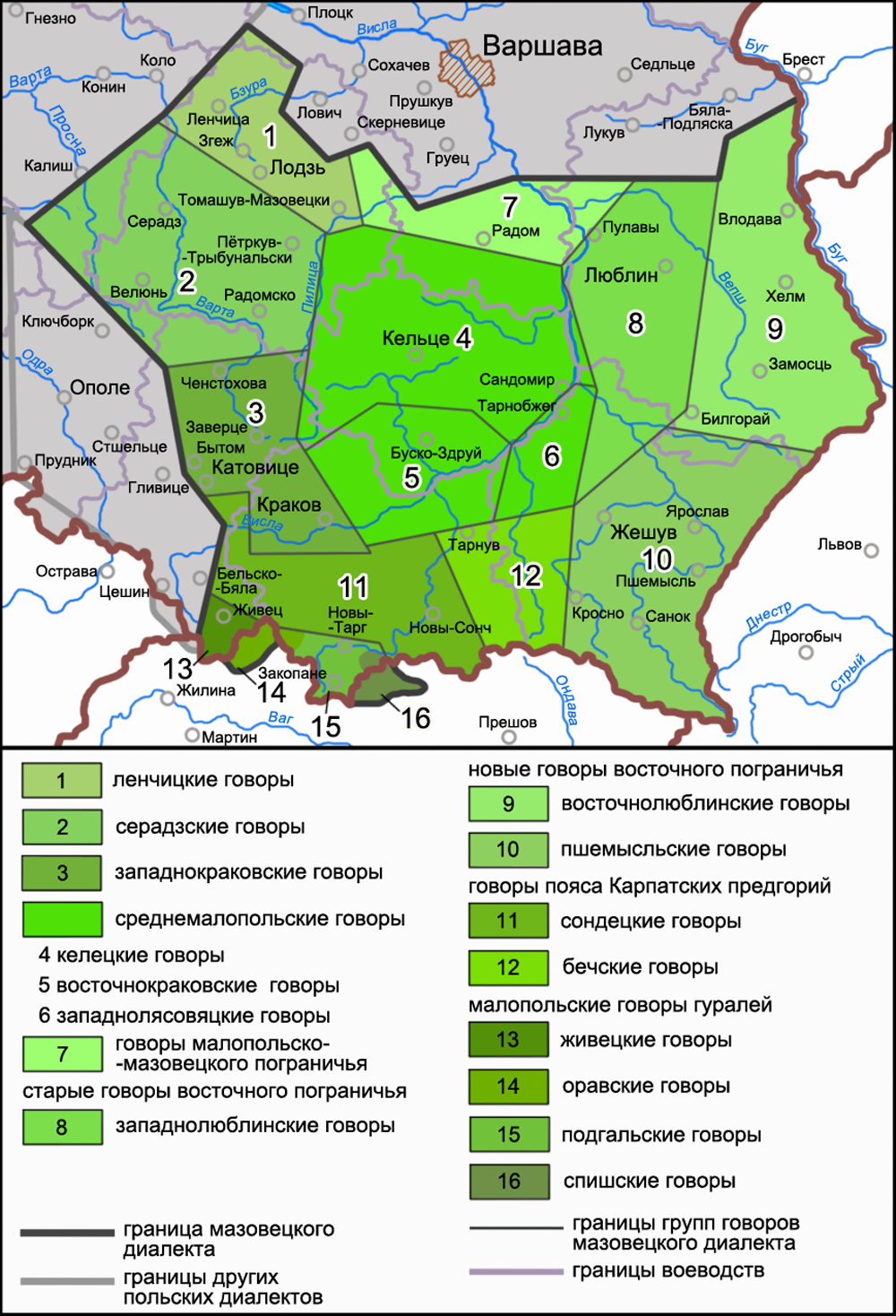
Ареал келецких говоров на карте малопольского диалекта (созданной на основе карты С. Урбанчика)

Ке́лецкие го́воры (также келецко-сандомирские говоры, свентокшиские говоры, говоры средней части Северной Малопольши, говоры Келецкого воеводства; пол. gwary kieleckie, gwary kielecko-sandomierskie, gwary świętokrzyskie, gwary środkowej części północnej Małopolski, gwary województwa kieleckiego) — говоры малопольского диалекта, распространённые на большей части Свентокшиского воеводства (за исключением южных Буского, Казимежского и Пиньчувского поветов), на востоке Лодзинского воеводства и на юге Мазовецкого воеводства Польши. Включаются вместе с восточнокраковскими и лясовяцкими в состав среднемалопольской группы говоров. К. Нич и Э. Павловский выделяли келецкий диалектный ареал под названием «келецко-меховская группа говоров».
Наиболее яркой чертой келецких говоров является отсутствие в их системе вокализма носовых гласных: gesi литер. gęsi «гуси», zob литер. ząb «зуб». Также для келецких говоров характерны такие диалектные особенности, как озвончающий тип межсловной фонетики (сандхи), наличие мазурения, распространение таких континуанитов суженных гласных как á > ao (á), ó > u, é > e, переход  -k > -ch на конце слова и другие.

## Классификация
К. Нич относил келецкие говоры к группе средне-северных малопольских говоров (в ареале с окрестностями Мехува, Мельца, Сандомира и Кельце), в которых выделил подгруппы келецко-меховских, сандомирских и лясовяцких говоров (распространëнных в районе впадения Сана в Вислу). Также к этому диалектному ареалу отнесли келецкие говоры Эугениуш Павловский и С. Урбанчик (в терминологии первого автора классификации этот ареал упоминается как «среднемалопольский диалект», в терминологии второго — как «говоры Средней Малопольши»). Э. Павловский, как и К. Нич, включил келецкие говоры в состав келецко-меховской группы, противопоставленной сандомирским и лясовяцким говорам. С. Урбанчик схожим образом выделил в среднемалопольском ареале наряду с келецкими сандомирские и лясовяцкие говоры. Кроме того, К. Нич упоминал в своих работах о наличии в составе келецко-меховской группы  меховских и восточнокраковских говоров. Последние описываются в польской диалектологии как говоры субэтнической группы восточных краковяцей, имеющие переходный характер и не выделяемые как отдельная диалектная единица.

## Особенности говоров

### Фонетика
К основным особенностям келецкого диалектного ареала относят:
1. Озвончающий тип межсловной фонетики (сандхи), при котором озвончаются конечные глухие согласные и сохраняется звонкость конечных звонких согласных на стыке слов перед последующим начальным сонорным согласным или любым гласным: sklep  łotwarty — [skleb‿łotwarty] «магазин открытый», pińć lot — [pińdź‿lot] «пять лет».
2. Наличие мазурения: cekać, copka, jesce, duza.
3. Переход исторической суженной гласной á в гласную ao: somsiaod «сосед», ptaok «птица».
4. Переход исторической суженной гласной ó в гласную u, как и в литературном языке: skura, wuz.
5. Переход исторической суженной гласной é в гласную e, как и в литературном языке: mleko «молоко», chleb «хлеб».
6. Деназализация носовых гласных.